# تاریخ یهودیان در شوروی
تاریخ یهودیان در شوروی (انگلیسی: History of the Jews in the Soviet Union) به‌طور جدایی ناپذیری با سیاست‌های توسعه‌طلبانه بسیار قبلی امپراتوری روسیه که نیمه شرقی قاره اروپا را قبل از انقلاب اکتبر ۱۹۱۷ فتح کرده و بر آن حکومت می‌کرد، پیوند دارد. «زوی گیتلمن» نوشت: «به مدت دو قرن – میلیون‌ها یهودی تحت یک نهاد زندگی می‌کردند، امپراتوری روسیه (تاریخ یهودیان در روسیه) و [حکومت جانشین آن] اتحاد جماهیر شوروی سوسیالیستی. آنها اکنون تحت صلاحیت پانزده ایالت قرار گرفته بودند که برخی از آنها هرگز وجود نداشته و برخی دیگر در سال ۱۹۳۹ از بین رفته بودند." در اروپای مرکزی و شرقی، تعدادی از این کشورهایی که اکنون دارای حاکمیت هستند، جمهوری‌های تشکیل دهنده اتحاد جماهیر شوروی را تشکیل می‌دهند.